# Alessandro Achillini
Pour les articles homonymes, voir Achillini.
Alessandro Achillini (Bologne 20 octobre 1463 - 2 août 1512) fut un philosophe et anatomiste italien.

## Biographie
Alessandro Achillini étudie en France et en Italie puis enseigne l'anatomie et la philosophie à l'université de Bologne et à celle de Padoue avec tant d'éclat qu'on le surnomma le second Aristote. Il suivait les opinions d'Averroès.
Il est l'un des premiers à avoir disséqué des corps humains. Il relève ainsi plusieurs erreurs de Galien et découvre le conduit connu sous le nom de Conduit de Wharton.
Son frère, Jean-Philothée Achillini (1466-1538), et l'un de ses descendants, Claudio Achillini (1574-1640), se distinguèrent comme poètes. Ce dernier, imitateur de Marino, était fort goûté en France.

## Œuvres
On a de lui :
- un traité De universalibus (Bologne, 1501) ;
- des ouvrages estimés de médecine et d'anatomie, entre autres Anatomicæ annotationes (Bologne, 1520).
- Achillini opera omnia, recueil réunissant ses commentaires sur Aristote (1508).

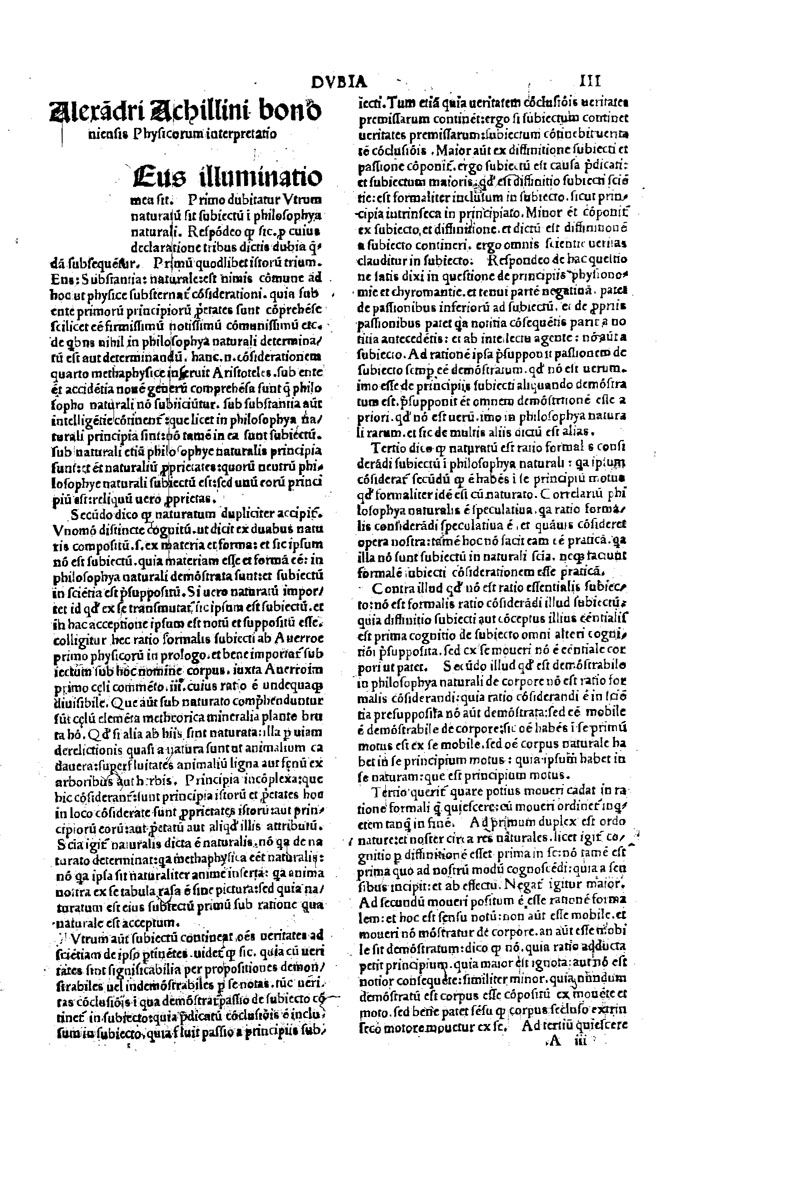
Expositio primi physicorum, 1512